# Kandalanu
Kandalanu je bil kralj Babilonije, ki je vladal od 648 do 627 pr. n. št., * ni znano, † 627 pr. n. št.

## Ozemlje
Kandalanu je vladal v celi Babiloniji, razen v Nipurju. Vladati je začel leta 648 pr. n. št., ko ga je za kralja imenoval asirski kralj Asurbanipal po zatrtju upora njegovega predhodnika Šamaš-šum-ukina.

## Identiteta
Dokumenti iz tega obdobja so nepopolni, zato vsi podatki o Kandalanuju izvirajo iz rekonstrukcije vladarskih let in poškodovanega kronološkega napisa. V kasnejših kronoloških zapisih je včasih omenjen, včasih pa ne. Med zapisi je najpomembnejši Harranski napis, ki je verjetno seznam kraljev iz 6. stoletja pr. n. št. 
Zaradi pomanjkanja podatkov je težko ugotoviti, kdo je bil. Lahko bi bil Asarhadonov sina ali nekdo iz lokalne babilonske elite, ki je med Šamaš-šum-ukinovim uporom ostal lojalen asirskemu kralju. Njegovo ime bi lahko pomenilo telesno okvaro, morda kepasto stopalo, zato ni nemogoče, da je bil preprost podložnik, imenovan za kralja kot žalitev za babilonsko prebivalstvo. Ne nazadnje bi Kandalanu lahko bilo babilonsko ime kralja Asurbanipala, vendar to ni dokazano. Primerjave, da je Tiglat-Pileser III. v Babiloniji vladal kot Pulu, njegov sin Šalmaneser V. pa kot Ululaju, nimajo dokazov v uradnih dokumentih. Kronološko besedilo iz Kandalanujevega obdobja kaže, da je vladal v Babiloniji po Asurbanipalovi smrti in še štiri leta med vladanjem njegovega naslednika Ašur-etil-ilanija. Vladal je 21 let in leta 627 pr. n. št. umrl. Nasledil ga je Sin-šumu-lišir.